# Coccobacillus
Coccobacillus (l.mn. coccobacilli) – bakteria o kształcie pośrednim między ziarniakiem (coccus) a pałeczką (bacillus). Jest to krótka, zaokrąglona lub owalna pałeczka. Do coccobacilli zaliczane są m.in.: Haemophilus influenzae, Gardnerella vaginalis, Chlamydia trachomatis i bakterie z rodzaju Brucella.